# Diocèse de Gibraltar
Le diocèse de Gibraltar (en latin : dioecesis Gibraltariensis ; en anglais : diocese of Gibraltar) est une église particulière de l'Église catholique. Érigé en 1910, il couvre le territoire britannique d'outre-mer de Gibraltar. Exempt, il relève directement du Saint-Siège. Depuis 2010, son évêque est le maltais Carmelo Zammit.

## Territoire
Le diocèse de Gibraltar couvre le territoire britannique d'outre-mer de Gibraltar. Il comprend cinq paroisses.

## Histoire
Le vicariat apostolique de Gibraltar est érigé en 1816. Il est confié à un prêtre.
Par le bref Universi Dominici Gregis du 5 mars 1839, le pape Grégoire XVI attribue la dignité épiscopale au vicaire apostolique. 
Par le bref Quae ad spirituale du 19 novembre 1910, le pape Pie X élève le vicariat apostolique au rang de diocèse.

## Cathédrale
La cathédrale Sainte-Marie-la-Couronnée de Gibraltar est la cathédrale du diocèse.

## Ordinaires

### Vicaires apostoliques
- 1816-1839 : John Baptist Nosardy Zino
- 1839-1856 : Henry Hughes
- 1857-1880 : John Baptist Scandella
- 1881-1898 : Gonzalo Canilla
- 1899-1901 : James Bellord
- 1901-1910 : Remigio Guido Barbieri

### Évêques
- 1910-1927 : Henry Gregory Thompson
- 1927-1956 : Richard Joseph Fitzgerald
- 1956-1973 : John Farmer Healy
- 14 février 1998 - 6 février 1984: Edward Rapallo (en)
- 5 juillet 1973 - 14 février 1998: Bernard Patrick Devlin (en)
- 14 février 1998 - 18 mars 2010: Charles Caruana (en)
- 18 mars 2010 - 20 mai 2014 : Ralph Heskett (en)
- depuis le 24 juin 2016 : Carmelo Zammit